# 姚南村明墓石刻
姚南村明墓石刻位于江苏省南京市雨花台区西善桥街道姚南村常府山，是一座明朝晚期墓葬遗留的石像生群:35。
1958年，江苏省全省文物普查时首次发现此处石像生群。文物工作者将其扶起后，重新加固。根据石像生的形制及风格，确定为明代墓葬遗留，命名为“姚南村明墓石刻”。1992年，姚南村明墓石刻列为南京市文物保护单位。2011年12月，姚南村明墓石刻为第七批江苏省文物保护单位。
常府山为常遇春家族祖坟用地。明史专家推测，墓主可能是嘉靖二十八年（1549年）逝世的、常遇春八世孙、怀远侯常玄振。

## 石像生群
此处石像生群，共有六组十二座，分别为石羊二、石麒麟二、石虎二、石马二、文官二、武官二:35。
当代研究者指出，明初功臣墓中，石马和控马人为一体。永乐之后，如浡泥国王墓中，石马和控马人分开出现。而此处石马旁则没有控马人。石刻细节上与明初风格差别较大，如石马有马镫，武官手腕上挂剑等。同时增加的石麒麟，与明朝晚期潞简王墓风格相近。因此进一步推测出为明朝晚期石刻:35。